# Djalminha
Pour les articles homonymes, voir Feitosa.
Djalma Feitosa Dias, plus connu simplement comme Djalminha, est un footballeur international brésilien né le 9 décembre 1970 à São Paulo (Brésil).

## Biographie
Il joue au poste de milieu offensif, en particulier avec le CR Flamengo et le Deportivo La Corogne. 
Avec le Depor, il dispute 137 matchs en première division espagnole, inscrivant 38 buts. Il réalise sa meilleure performance lors de la saison 1999-2000, où il marque dix buts en championnat. Il joue également avec cette équipe 18 matchs en Ligue des champions (cinq buts).
En 1996, il reçoit le Bola de Ouro, en français « ballon d'or », qui récompense le meilleur joueur du championnat du Brésil.
Il est sélectionné 14 fois avec l’équipe du Brésil. Il remporte avec cette équipe la Copa América en 1997.
Djalma Feitosa Dias est le fils de Djalma Dias, également footballeur international brésilien.

## Palmarès
- Vainqueur de la Copa América en 1997 avec l’équipe du Brésil
- Champion du Brésil en 1992 avec Flamengo
- Vainqueur de la Coupe du Brésil en 1990 avec Flamengo
- Champion de l'État de Rio de Janeiro en 2001 avec Flamengo
- Champion de l'État de São Paulo en 1996 avec Palmeiras
- Champion d'Espagne en 2000 avec le Deportivo La Corogne
- Vice-champion d'Espagne en 2001 et 2002 avec le Deportivo La Corogne
- Vainqueur de la Coupe d'Espagne en 2002 avec le Deportivo La Corogne
- Vainqueur de la Supercoupe d'Espagne en 2000 et 2002 avec le Deportivo La Corogne
- Champion d'Autriche en 2003 avec l'Austria Vienne

## Titres personnels
- « Ballon d’or brésilien » en 1996
- « Ballon d’argent brésilien » en 1993